# Coelioxys argentipes
Coelioxys argentipes är en biart som beskrevs av Smith 1879. Coelioxys argentipes ingår i släktet kägelbin, och familjen buksamlarbin. Inga underarter finns listade i Catalogue of Life.